# Euroleague Basketball 2014-2015 - Final Four
Le Final Four della Euroleague Basketball 2014-2015 sono la 15ª edizione della fase conclusiva del torneo, da quando la competizione stessa è stata organizzata dalla Euroleague Basketball. Le partite della Final Four 2015 sono state disputate al Barclaycard Center di Madrid il 15 e 17 maggio 2015. Il Real Madrid ha vinto la competizione, aggiudicandosi per la nona volta il titolo europeo, battendo in finale l'Olympiakos per 78-59.

## Sede
Il 17 maggio 2014, Euroleague Basketball annuncia che le Final Four per la stagione 2014-2015 si terranno al Barclaycard Center di Madrid, Spagna. Con i suoi 15.000 posti a sedere, il palazzetto è la casa del Real Madrid e anche dell'Estudiantes, oltre ad essere usata per concerti. L'arena aveva già ospitato le Final Four di Eurolega della stagione 2007-2008.
| Madrid                 | Madrid (Europa) |
| Barclaycard Center     | Madrid (Europa) |
| Posti a sedere: 15.000 | Madrid (Europa) |
|                        | Madrid (Europa) |

## Percorso verso le Final Four
| Real Madrid | A (1ª) | 8  | 2 | E (1ª) | 11 | 3 | Anadolu Efes     | 3–1 |
| CSKA Mosca  | B (1ª) | 10 | 0 | F (1ª) | 12 | 2 | Panathīnaïkos    | 3–1 |
| Olympiakos  | D (1ª) | 8  | 2 | F (3ª) | 10 | 4 | Barcellona       | 3–1 |
| Fenerbahçe  | C (2ª) | 8  | 2 | F (2ª) | 11 | 3 | Maccabi Tel Aviv | 3–0 |

## Tabellone
|  | Semifinali  | Semifinali  | Semifinali |            |             | Finale          | Finale          | Finale          |  |
|  |             |             |            |            |             |                 |                 |                 |  |
|  | Real Madrid | Real Madrid | 96         |            |             |                 |                 |                 |  |
|  | Real Madrid | Real Madrid | 96         |            |             |                 |                 |                 |  |
|  | Fenerbahçe  | Fenerbahçe  | 87         |            |             |                 |                 |                 |  |
|  | Fenerbahçe  | Fenerbahçe  | 87         |            | Real Madrid | Real Madrid     | 78              |                 |  |
|  |             |             |            |            | Real Madrid | Real Madrid     | 78              |                 |  |
|  |             |             | Olympiakos | Olympiakos | 59          |                 |                 |                 |  |
|  | CSKA Mosca  | CSKA Mosca  | Olympiakos | Olympiakos | 59          | 68              |                 |                 |  |
|  | CSKA Mosca  | CSKA Mosca  |            |            |             | 68              |                 |                 |  |
|  | Olympiakos  | Olympiakos  | 70         |            |             | Finale 3º posto | Finale 3º posto | Finale 3º posto |  |
|  | Olympiakos  | Olympiakos  | 70         |            |             |                 |                 |                 |  |
|  |             |             |            |            |             |                 |                 |                 |  |
|  |             |             |            |            |             | Fenerbahçe      | Fenerbahçe      | 80              |  |
|  |             |             |            |            |             | Fenerbahçe      | Fenerbahçe      | 80              |  |
|  |             |             |            |            |             | CSKA Mosca      | CSKA Mosca      | 86              |  |

## Semifinali

### CSKA Mosca - Olympiakos
Il CSKA Mosca arrivò alle Final Four come favorita principale. La partita è inoltre la rivincita dopo la finale del 2012 e la semifinale del 2013, entrambe vinte dalla squadra greca.
L'Olympiakos ha inseguito il CSKA per tutta la partita, trovandosi a nove punti dalla squadra russa a soli quattro minuti dalla fine della partita. A svoltare la partita in favore dei greci, ci pensò Vasilīs Spanoulīs, segnando ben 11 punti nel quarto quarto, portando alla vittoria la squadra di Atene. Aaron Jackson, nonostante la sconfitta, stabilì un nuovo record delle Final Four con le sue sette palle rubate.
| Arbitri: | Ilija Belošević Borys Ryzhyk Daniel Hierrezuelo |

|                            |            |                                      |
| de Colo 18 Kaun 11 Weems 9 | Punti      | 14 Printezīs 13 Spanoulīs 10 Sloukas |
| Jackson 7                  | Assist     | 4 Mantzarīs, Printezīs               |
| Kirilenko, Voroncevič 5    | Rimbalzi   | 8 Printezīs                          |
| Dīmītrīs Itoudīs           | Allenatori | Giannīs Sfairopoulos                 |

| Quintetto titolare | Quintetto titolare | Quintetto titolare     | Pt   | Rim  | Ass  |
| ------------------ | ------------------ | ---------------------- | ---- | ---- | ---- |
| P                  | 4                  | Miloš Teodosić         | 8    | 3    | 5    |
| GA                 | 13                 | Sonny Weems            | 9    | 4    | 3    |
| AG                 | 20                 | Andrej Voroncevič      | 5    | 5    | 1    |
| C                  | 24                 | Saša Kaun              | 11   | 4    | 0    |
| A                  | 47                 | Andrej Kirilenko       | 5    | 5    | 1    |
| Panchina:          |                    |                        |      |      |      |
| PG                 | 1                  | Nando de Colo          | 18   | 4    | 4    |
| PG                 | 7                  | Vitalij Fridzon        | n.e. | n.e. | n.e. |
| A                  | 8                  | Demetris Nichols       | 0    | 0    | 0    |
| G                  | 9                  | Aaron Jackson          | 9    | 1    | 3    |
| GA                 | 11                 | Manuchar Mark'oishvili | 0    | 0    | 0    |
| AG                 | 31                 | Viktor Chrjapa         | 2    | 2    | 2    |
| C                  | 42                 | Kyle Hines             | 1    | 4    | 1    |
| Allenatore:        |                    |                        |      |      |      |
| Dīmītrīs Itoudīs   |                    |                        |      |      |      |

| CSKA Mosca |  | Olympiakos |

| Quintetto titolare   | Quintetto titolare | Quintetto titolare | Pt | Rim | Ass |
| -------------------- | ------------------ | ------------------ | -- | --- | --- |
| C                    | 6                  | Bryant Dunston     | 5  | 5   | 0   |
| G                    | 7                  | Vasilīs Spanoulīs  | 13 | 1   | 3   |
| AG                   | 15                 | Giōrgos Printezīs  | 14 | 8   | 4   |
| G                    | 17                 | Vaggelīs Mantzarīs | 5  | 1   | 4   |
| AP                   | 21                 | Tremmell Darden    | 0  | 0   | 0   |
| Panchina:            |                    |                    |    |     |     |
| AG                   | 4                  | Brent Petway       | 5  | 4   | 0   |
| AC                   | 5                  | Othello Hunter     | 2  | 1   | 0   |
| A                    | 9                  | Iōannīs Papapetrou | 9  | 2   | 1   |
| PG                   | 10                 | Kōstas Sloukas     | 10 | 2   | 2   |
| AC                   | 19                 | Dīmītrīs Agravanīs | 2  | 4   | 0   |
| P                    | 20                 | Oliver Lafayette   | 3  | 0   | 0   |
| G                    | 24                 | Matt Lojeski       | 2  | 3   | 1   |
| Allenatore:          |                    |                    |    |     |     |
| Giannīs Sfairopoulos |                    |                    |    |     |     |

### Real Madrid - Fenerbahçe
Il Real Madrid, squadra di casa in questa Final Four, era considerata la favorita nella partita contro il Fenerbahçe; infatti la squadra turca era alla sua prima apparizione alle Final Four.
La squadra spagnola prese il largo nel secondo quarto, concludendo il primo tempo avanti di venti punti (55-35). Nel quarto quarto, il Fenerbahçe provò la rimonta senza riuscirci. Gustavo Ayón concluse la partita con 18 punti, risultando il miglior marcatore del Real Madrid. Andrew Goudelock segnò ben 26 punti per il Fenerbahçe.
| Arbitri: | Chrīstos Christodoulou Sasa Pukl Robert Lottermoser |

|                                |            |                                      |
| Ayón 18 Rivers 17 Rodríguez 13 | Punti      | 26 Goudelock 20 Veselý 12 Bogdanović |
| Llull 9                        | Assist     | 4 Bogdanović, Goudelock              |
| Ayón 7                         | Rimbalzi   | 6 Goudelock, Veselý                  |
| Pablo Laso                     | Allenatori | Željko Obradović                     |

| Quintetto titolare | Quintetto titolare | Quintetto titolare | Pt   | Rim  | Ass  |
| ------------------ | ------------------ | ------------------ | ---- | ---- | ---- |
| G                  | 5                  | Rudy Fernández     | 12   | 4    | 1    |
| AG                 | 9                  | Felipe Reyes       | 0    | 0    | 0    |
| C                  | 14                 | Gustavo Ayón       | 18   | 7    | 6    |
| G                  | 20                 | Jaycee Carroll     | 7    | 1    | 0    |
| G                  | 23                 | Sergio Llull       | 12   | 2    | 9    |
| Panchina:          |                    |                    |      |      |      |
| G                  | 4                  | K.C. Rivers        | 17   | 2    | 0    |
| AP                 | 6                  | Andrés Nocioni     | 12   | 6    | 1    |
| P                  | 7                  | Facundo Campazzo   | n.e. | n.e. | n.e. |
| AP                 | 8                  | Jonas Mačiulis     | 2    | 0    | 0    |
| P                  | 13                 | Sergio Rodríguez   | 13   | 0    | 7    |
| C                  | 30                 | Iōannīs Mpourousīs | 1    | 0    | 0    |
| AC                 | 44                 | Marcus Slaughter   | 2    | 2    | 0    |
| Allenatore:        |                    |                    |      |      |      |
| Pablo Laso         |                    |                    |      |      |      |

| Real Madrid |  | Fenerbahçe |

| Quintetto titolare | Quintetto titolare | Quintetto titolare | Pt   | Rim  | Ass  |
| ------------------ | ------------------ | ------------------ | ---- | ---- | ---- |
| G                  | 0                  | Andrew Goudelock   | 26   | 6    | 4    |
| G                  | 13                 | Bogdan Bogdanović  | 12   | 3    | 4    |
| AC                 | 22                 | Luka Žorić         | 6    | 1    | 0    |
| AG                 | 24                 | Jan Veselý         | 20   | 6    | 2    |
| P                  | 25                 | Kenan Sipahi       | 0    | 1    | 0    |
| Panchina:          |                    |                    |      |      |      |
| PG                 | 1                  | Nikos Zīsīs        | 2    | 0    | 2    |
| A                  | 8                  | Nemanja Bjelica    | 11   | 5    | 2    |
| C                  | 9                  | Semih Erden        | 0    | 1    | 0    |
| G                  | 10                 | Melih Mahmutoğlu   | 6    | 4    | 1    |
| GA                 | 15                 | Serhat Çetin       | n.e. | n.e. | n.e. |
| C                  | 21                 | Oğuz Savaş         | 2    | 1    | 0    |
| AP                 | 55                 | Emir Preldžič      | 2    | 2    | 2    |
| Allenatore:        |                    |                    |      |      |      |
| Željko Obradović   |                    |                    |      |      |      |

## Finali

### Finale 3º/4º posto
| Arbitri: | Daniel Hierrezuelo Robert Lottermoser Oļegs Latiševs |

|                                  |            |                                  |
| Goudelock 24 Bjelica 18 Zīsīs 12 | Punti      | 17 de Colo 14 Nichols 12 Jackson |
| Zīsīs 6                          | Assist     | 6 Jackson                        |
| Bjelica 10                       | Rimbalzi   | 6 Kaun, Kirilenko                |
| Željko Obradović                 | Allenatori | Dīmītrīs Itoudīs                 |

| Quintetto titolare | Quintetto titolare | Quintetto titolare | Pt | Rim | Ass |
| ------------------ | ------------------ | ------------------ | -- | --- | --- |
| A                  | 8                  | Nemanja Bjelica    | 18 | 10  | 3   |
| G                  | 10                 | Melih Mahmutoğlu   | 0  | 0   | 1   |
| G                  | 13                 | Bogdan Bogdanović  | 5  | 3   | 4   |
| C                  | 21                 | Oğuz Savaş         | 0  | 0   | 0   |
| P                  | 25                 | Kenan Sipahi       | 0  | 0   | 0   |
| Panchina:          |                    |                    |    |     |     |
| G                  | 0                  | Andrew Goudelock   | 24 | 2   | 3   |
| PG                 | 1                  | Nikos Zīsīs        | 12 | 3   | 6   |
| C                  | 9                  | Semih Erden        | 8  | 4   | 1   |
| GA                 | 15                 | Serhat Çetin       | 0  | 1   | 0   |
| AC                 | 22                 | Luka Žorić         | 8  | 1   | 0   |
| AG                 | 24                 | Jan Veselý         | 5  | 3   | 0   |
| AP                 | 55                 | Emir Preldžič      | 0  | 1   | 1   |
| Allenatore:        |                    |                    |    |     |     |
| Željko Obradović   |                    |                    |    |     |     |

| Fenerbahçe |  | CSKA Mosca |

| Quintetto titolare | Quintetto titolare | Quintetto titolare     | Pt   | Rim  | Ass  |
| ------------------ | ------------------ | ---------------------- | ---- | ---- | ---- |
| G                  | 9                  | Aaron Jackson          | 12   | 2    | 6    |
| GA                 | 13                 | Sonny Weems            | 6    | 0    | 2    |
| AG                 | 20                 | Andrej Voroncevič      | 3    | 3    | 1    |
| C                  | 24                 | Saša Kaun              | 9    | 6    | 0    |
| A                  | 47                 | Andrej Kirilenko       | 5    | 6    | 2    |
| Panchina:          |                    |                        |      |      |      |
| PG                 | 1                  | Nando de Colo          | 17   | 1    | 2    |
| PG                 | 7                  | Vitalij Fridzon        | 9    | 2    | 0    |
| A                  | 8                  | Demetris Nichols       | 14   | 5    | 0    |
| GA                 | 11                 | Manuchar Mark'oishvili | 1    | 0    | 0    |
| AC                 | 12                 | Pavel Korobkov         | n.e. | n.e. | n.e. |
| AG                 | 31                 | Viktor Chrjapa         | 2    | 2    | 3    |
| C                  | 42                 | Kyle Hines             | 8    | 4    | 2    |
| Allenatore:        |                    |                        |      |      |      |
| Dīmītrīs Itoudīs   |                    |                        |      |      |      |

### Finale
La finale fu il re-match delle finali della stagione di Eurolega 2012-2013 e della FIBA European Championship 1994-1995.
| Arbitri: | Saša Pukl Borys Ryzhyk Ilija Belošević |

|            |            |                      |
| Pablo Laso | Allenatori | Giannīs Sfairopoulos |

| Quintetto titolare | Quintetto titolare | Quintetto titolare | Pt   | Rim  | Ass  |
| ------------------ | ------------------ | ------------------ | ---- | ---- | ---- |
| G                  | 5                  | Rudy Fernández     | 7    | 4    | 2    |
| AG                 | 9                  | Felipe Reyes       | 2    | 1    | 1    |
| C                  | 14                 | Gustavo Ayón       | 2    | 5    | 1    |
| G                  | 20                 | Jaycee Carroll     | 16   | 3    | 0    |
| G                  | 23                 | Sergio Llull       | 12   | 0    | 4    |
| Panchina:          |                    |                    |      |      |      |
| G                  | 4                  | K.C. Rivers        | 5    | 4    | 0    |
| AP                 | 6                  | Andrés Nocioni     | 12   | 7    | 2    |
| P                  | 7                  | Facundo Campazzo   | n.e. | n.e. | n.e. |
| AP                 | 8                  | Jonas Mačiulis     | 9    | 4    | 0    |
| P                  | 13                 | Sergio Rodríguez   | 11   | 3    | 4    |
| C                  | 30                 | Iōannīs Mpourousīs | 0    | 1    | 0    |
| AC                 | 44                 | Marcus Slaughter   | 2    | 4    | 2    |
| Allenatore:        |                    |                    |      |      |      |
| Pablo Laso         |                    |                    |      |      |      |

| Real Madrid |  | Olympiakos |

| Vincitrice Euroleague Basketball 2014-2015 |
| ------------------------------------------ |
| Real Madrid 9º titolo                      |

| Quintetto titolare   | Quintetto titolare | Quintetto titolare | Pt | Rim | Ass |
| -------------------- | ------------------ | ------------------ | -- | --- | --- |
| C                    | 6                  | Bryant Dunston     | 4  | 1   | 2   |
| G                    | 7                  | Vasilīs Spanoulīs  | 3  | 0   | 3   |
| AG                   | 15                 | Giōrgos Printezīs  | 11 | 2   | 3   |
| G                    | 17                 | Vaggelīs Mantzarīs | 1  | 3   | 1   |
| AP                   | 21                 | Tremmell Darden    | 0  | 1   | 0   |
| Panchina:            |                    |                    |    |     |     |
| AG                   | 4                  | Brent Petway       | 2  | 2   | 1   |
| AC                   | 5                  | Othello Hunter     | 10 | 7   | 0   |
| A                    | 9                  | Iōannīs Papapetrou | 0  | 0   | 0   |
| PG                   | 10                 | Kōstas Sloukas     | 10 | 2   | 2   |
| AC                   | 19                 | Dīmītrīs Agravanīs | 0  | 1   | 0   |
| P                    | 20                 | Oliver Lafayette   | 1  | 1   | 2   |
| AP                   | 24                 | Matt Lojeski       | 17 | 2   | 1   |
| Allenatore:          |                    |                    |    |     |     |
| Giannīs Sfairopoulos |                    |                    |    |     |     |